# Marie de Vivier
Pour les articles homonymes, voir Vivier (homonymie).
Marie de Vivier, nom de plume de Marie Joséphine Jacquart, née à Ixelles le 14 octobre 1899, et morte dans la nuit du 16 au 17 janvier 1980 à la clinique du Lys de la Vallée, à La Celle-Saint-Cloud est une romancière et poétesse belge.

## Biographie
Marie Joséphine Jacquart, fille d'Arthur Ursmar Jacquart, chapelier, et de Jeanne Du Vivier, fille d'un médecin, naquit en 1899. Ses parents divorcèrent et elle choisit son pseudonyme d'après le nom de sa mère qui à l'origine s'écrivait de Vivier. Elle avait épousé à Saint-Gilles (Bruxelles) le 13 septembre 1922 Marcel Mathieu, journaliste, né le 21 août 1890 et mort à Bruxelles le 12 juillet 1954.
Marie de Vivier produisit une œuvre littéraire composée de poésies et de romans. Elle participa aux activités de la revue Tribune fondée par Jean Groffier.
Plusieurs de ses romans sont inspirés par la passion qu'elle éprouvait à l'égard du malheureux écrivain André Baillon avec lequel elle échangea une correspondance à partir de 1930 et auquel elle consacra des écrits biographiques.
Selon le journal Le Soir  « Marie de Vivier avait été la compagne de notre confrère le journaliste Frédéric Denis après le décès duquel elle s'était fixée en France où elle a vécu une vingtaine d'années ».
Marie de Vivier a été inhumée au cimetière d'Ixelles.

## Œuvres

### Œuvre poétique
- D'exil, où que je sois..., poèmes, orné d'un hors-texte de Lismonde (Escalier et porte, avec une citation d'Omar Khayam), Bruxelles : imprimerie François Berghmans, 1930.

### Biographie
- « Lismonde » (Biographie), dans : Anthologie des Jeunes Écrivains Belges, 1930-1931, préface de Hubert Krains, Louvain : Éditions des Jeunes Auteurs, 1931, p. 101, avec trois reproductions d'œuvres de Lismonde : Escalier et porte, Face au Ciel (Moulin) et Les Isolés.

### Essais
- Feuilles mouvantes, essais, Bruxelles, éditions EFBE.

### Œuvre romanesque
- L'homme pointu, Bruxelles : Nouvelle Revue Belgique, 1942.
- La géhenne.
- La confession en plein soleil.
- Le mal que je t'ai fait.
- La dame à la lampe.
- Ce que femme veut.
- Ma vie à son secret.
- Cent pages d'amour (Lettre à un petit garçon).

### Écrits concernant André Baillon
- La vie tragique d'André Baillon.
- Introduction à l’œuvre d'André Baillon.